# Locris pullata
Locris pullata är en insektsart som beskrevs av Carl Stål 1866. Locris pullata ingår i släktet Locris och familjen spottstritar. Inga underarter finns listade i Catalogue of Life.